# Municipio de Shelby (Dakota del Sur)
El municipio de Shelby (en inglés: Shelby Township) es un municipio ubicado en el condado de Brown en el estado estadounidense de Dakota del Sur. En el año 2010 tenía una población de 96 habitantes y una densidad poblacional de 0,71 personas por km².

## Geografía
El municipio de Shelby se encuentra ubicado en las coordenadas 45°42′43″N 98°11′49″O / 45.71194, -98.19694. Según la Oficina del Censo de los Estados Unidos, el municipio tiene una superficie total de 134.9 km², de la cual 126,51 km² corresponden a tierra firme y (6,22 %) 8,4 km² es agua.

## Demografía
Según el censo de 2010, había 96 personas residiendo en el municipio de Shelby. La densidad de población era de 0,71 hab./km². De los 96 habitantes, el municipio de Shelby estaba compuesto por el 93,75 % blancos, el 1,04 % eran amerindios, el 2,08 % eran asiáticos y el 3,13 % eran de una mezcla de razas. Del total de la población el 6,25 % eran hispanos o latinos de cualquier raza.